# Hòa Hiệp, Vĩnh Long
Hòa Hiệp là một xã thuộc tỉnh Vĩnh Long, Việt Nam.

## Địa lý
Xã Hòa Hiệp có vị trí địa lý:
- Phía đông giáp xã Trung Hiệp.
- Phía tây giáp xã Cái Ngang.
- Phía nam giáp xã Tam Bình và Hòa Bình.
- Phía bắc giáp xã Long Hồ và Tân Long Hội.

Xã Hòa Hiệp có diện tích 44,1 km², dân số năm 2025 là 31.099 người, mật độ dân số đạt 705 người/km².

## Lịch sử
Ngày 16 tháng 6 năm 2025, Ủy ban Thường vụ Quốc hội ban hành Nghị quyết số 1687/NQ-UBTVQH15 về việc sắp xếp các đơn vị hành chính cấp xã của tỉnh Vĩnh Long năm 2025. Theo đó, sắp xếp toàn bộ diện tích tự nhiên, quy mô dân số của các xã Hòa Thạnh, Hòa Hiệp và Hòa Lộc thành xã mới có tên gọi là xã Hòa Hiệp.
Sau khi sáp nhập, xã Hòa Hiệp có 44,1 km² diện tích tự nhiên và dân số 31.099 người.

## Hành chính
Xã Hòa Hiệp được chia thành 7 ấp: 4, 6, 7, 8, 9, 10, Hòa Phong.